# 한승 (가수)
한승(1990년 ~)은 대한민국의 가수다. 2017년 싱글 앨범 [데려가줘]로 데뷔했다.

## 방송
- 메이드 인 유 (2012) - Top20

## 음반
- 데려가줘 (2017)
- 비일기 (2017)
- 늦은 밤이면 (2019)
- 잘 지내 (2019)
- 아른거려 (2019)
- 자화상(Self-portrait) (2019)
- in my bed...(Feat.크로키) (2019)
- 퐁당 (2020)
- Flower Market (2021)
- Statice (2021)